# Медаль Итальянской кампании 1943—1944 (Франция)

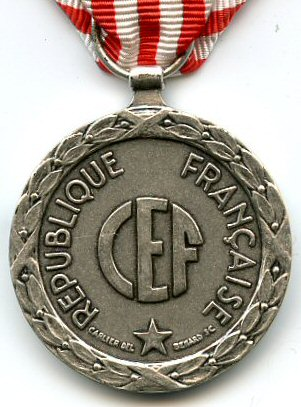
Оборотная сторона медали

Генерал Пьер Венсан, один из награждённых медалью

Памятная медаль Итальянской кампании 1943—1944 (фр. Médaille commémorative de la campagne d'Italie 1943-1944) — французская медаль, предназначенная для награждения военнослужащих армии и флота, принимавших участие в сражениях на территории Италии (или в её водах) в составе "Французского экспедиционного корпуса в Италии" (фр. "Corps Expéditionaire Français (CEF)") под командованием генерала Альфонса Жюэна.

## История
В 1943 и 1944 годах Французский экспедиционный корпус (CEF) участвовал в высадке морского десанта Союзников и последовавшей за ней кампании в Италии. Войска Корпуса, состоявшие из воинских частей Северной Африки и колониальных формирований, отличились в ходе этой длительной кампании, в частности, во время битвы при Гарильяно. К началу 1950-х годов среди французских политиков сложилось мнение, что для участников событий, ставших началом возрождения разгромленной в 1940 году армии, в качестве награды недостаточно лишь пристёжки к ленте Памятной медали Войны 1939—1945 годов.
В январе 1953 года в парламент было внесено предложение о создании особой медали, предназначенной для того, чтобы должным образом отметить боевую доблесть и самопожертвование бойцов Корпуса, потерявших более 7000 человек из состава 1-й дивизии Свободной Франции. Эта медаль была окончательно учреждена 1 апреля 1953 года законом № 53-273.

## Критерии награждения
Медалью награждались:
- солдаты и офицеры французского экспедиционного корпуса, участвовавшие на материковой части Италии в операциях, проведенных в период с 1 декабря 1943 г. по 25 июля 1944 г. (в том числе на острове Эльба), независимо от срока службы на этом театре военных действий;[2]
- члены экипажей кораблей, участвовавших в операциях близ итальянских территорий, оккупированных немецкими войсками в период с 26 июля 1944 г. по 8 мая 1945 г., также независимо от срока службы на данном участке.[2]
- иностранные граждане, служившие под французским командованием, которые соответствовали вышеупомянутым требованиям для награждения; однако, лишь при наличии согласия правительства их стран (ст. 4 Закона 53-1009 от 10.10.1953).[1]

Награждению не подлежали солдаты и офицеры Корпуса, совершившие уголовные преступления.
Согласно статье 7 того же Закона 53-1009, из статьи 3 первоначального Указа от 21 мая 1946 г. об учреждении Памятной медали Войны 1939—1945, предписывалось удалить строчку с упоминанием пристёжки «ИТАЛИЯ», которую в дальнейшем на ленте этой медалью носить не следовало.

## Описание награды
- Медаль : круглая, из посеребренной бронзы, диаметр 36 мм. На аверсе в центре рельефное изображение галльского петуха (левый профиль) на фоне восходящих солнечных лучей, окруженное круговой надписью CORPS EXPÉDITIONAIRE FRANÇAIS D'ITALIE * 1943-1944 * (рус. "Французский экспедиционный корпус в Италии * 1943-1944 *") внутри лаврового венка, расположенного по всей окружности медали. На реверсе в таком же лавровом венке круговая надпись RÉPUBLIQUE FRANÇAISE (рус. Французская Республика), внизу пятиконечная звезда, в центре надпись CEF.[2]. По обе стороны звезды надпись мелким шрифтом CARLIER DEL * BENARD S.C. — название фирмы-изготовителя. В верхней части медали находится крепление для подвесного кольца, через петлю которого проходит лента.
- Лента : ширина 38 мм,   Шелковая муаровая, из семи красных и шести белых чередующихся вертикальных полос одинаковой ширины.[1], отчасти схожая с лентой Медаль Итальянской кампании 1859 года периода Второй Империи.

## Известные награждённые (partial list)
- генерал Альфонс Жюэн
- генерал медицинской службы Рауль Шавиаль
- генерал Жан Симон
- генерал Морис Анри
- генерал Поль Арно де Фойар
- генерал Пьер Венсан
- генерал Франсуа Севез
- капитан Юбер Клеман
- капитан Андре Сальва
- аджюдан-шеф Рудольф Эггс